# Královská irská policie

Znak Královské irské policie

Královská irská policie (anglicky Royal Irish Constabulary, irsky Constáblacht Ríoga na hÉireann, zkr. RIC) byla ozbrojená policie Spojeného království v Irsku od roku 1836 až do roku 1922. Asi 75 procent členů RIC bylo římskokatolického vyznání a asi 25 procent byli protestanti. Katolíci byli hlavně strážníci a protestanti úředníci. Úspěšný policejní systém RIC ovlivnil ozbrojenou kanadskou Severozápadní jezdeckou policii (předchůdkyně Královské kanadské jízdní policie), viktoriánskou policii v Austrálii a Královskou novofundlandskou policii v Newfoundlandu. V důsledku anglo-irské smlouvy byla RIC rozpuštěna v roce 1922 a nahrazena policií organizací Garda Síochána v Irskem svobodném státě a Královskou ulsterskou policií v Severním Irsku.